# التهاب السحايا المزمن
التهاب السحايا المزمن هو التهاب طويل الأمد للأغشية المبطنة للدماغ والحبل الشوكي (المعروف باسم السحايا). وبحسب التعريف، تستمر مدة العلامات والأعراض والالتهابات في التهاب السحايا المزمن لفترة أطول من 4 أسابيع. تشكل الأسباب الإنتانية (الناتجة عن البكتيريا والفطريات والفيروسات) السبب الرئيسي لالتهاب السحايا المزمن، وتختلف الأحياء الدقيقة المسببة لالتهاب السحايا المزمن عن المسببة للحاد. يعد السل والمكورات العقدية الفطرية من الأسباب الرئيسية في جميع أنحاء العالم. يكون التهاب السحايا المزمن الناجم عن أسباب إنتانية أكثر شيوعًا لدى مرضى التثبيط المناعي، بما في ذلك المصابين بفيروس نقص المناعة البشرية أو عند الأطفال الذين يعانون من سوء التغذية. يكون مسار التهاب السحايا المزمن أبطأ من مسار التهاب السحايا الحاد، ويكون ظهور الأعراض محيّرًا. ويصعب عزل بعض العوامل المعدية التي تسبب التهاب السحايا المزمن مثل المتفطرة السلية والعديد من الأنواع الفطرية والفيروسات عن السائل النخاعي (السائل المحيط بالدماغ والحبل الشوكي) مما يجعل التشخيص صعبًا. لم يُحدد أي سبب خلال التقييم الأولي في ثلث الحالات. يعد التصوير بالرنين المغناطيسي (MRI) للدماغ أكثر حساسية من التصوير المقطعي (CT) وقد يظهر علامات إشعاعية تشير إلى التهاب السحايا المزمن، ولكن لا توجد علامات إشعاعية مميزة أو نوعية. قد تكون نتيجة التصوير بالرنين المغناطيسي طبيعية أيضًا في كثير من الحالات مما يحد من فائدته التشخيصية.
في جميع أنحاء العالم، يعد التهاب السحايا السلي سببًا رئيسيًا للإعاقة والوفاة. يحدث سل الجهاز العصبي المركزي (التهاب السحايا السلي هو النوع الأكثر شيوعًا) في 5-10% من جميع حالات السل خارج الرئة و1% من جميع حالات السل بشكل عام. يعد التهاب السحايا بالمستخفيات أيضًا سببًا رئيسيًا للوفاة والعجز في جميع أنحاء العالم، خاصة في المناطق التي يكون فيها فيروس نقص المناعة البشرية أكثر شيوعًا، وهو ما يمثل أكثر من 100 ألف حالة وفاة سنويًا في أفريقيا جنوب الصحراء الكبرى. يُوجّه علاج التهاب السحايا الإنتاني المزمن إلى العامل المعدي الأساسي.

## العلامات والأعراض
تشمل بعض الأعراض المحتملة لالتهاب السحايا المزمن (لأي سبب كان) الصداع والغثيان والقيء والحمى وضعف البصر. تعتبر صلابة النقرة (أو تصلب الرقبة مع عدم الراحة عند محاولة تحريكها) أحد الأعراض الكلاسيكية لالتهاب السحايا الحاد، لكنها تشاهد في 45% فقط من حالات التهاب السحايا المزمن، وتكون هذه العلامة أكثر ندرة في الأسباب غير الإنتانية. تشمل العلامات الأخرى المرتبطة بالتهاب السحايا المزمن تغير الحالة العقلية أو التخليط الذهني ووذمة حليمية العصب البصري (تورم القرص البصري).
يوصف الصداع في التهاب السحايا المزمن بأنه منتشر، وغير موضع، وثابت. الخمول هو أحد الأعراض الشائعة، ويعاني 40% من هؤلاء أيضًا من تغيرات في الحالة العقلية. قد يؤثر الالتهاب على الأعصاب القحفية أثناء مرورها تحت الغشاء العنكبوتي مما يؤدي إلى شلل العصب القحفي. قد تتأثر جذور الأعصاب أيضًا في التهاب السحايا المزمن مما يؤدي إلى اعتلال الجذور.